# Убеженская
Убе́женская — станица в Успенском районе Краснодарского края. Административный центр Убеженского сельского поселения.

## География
Станица расположена в 20 км к юго-востоку от Армавира, на правом берегу реки Кубань.

## История
Образована в 1825 году на месте охранного редута, казаками из станицы Темнолесской и однодворцами села Николаевского (Новониколаевского).
Поселение на месте будущей станицы существовало и ранее, до поселения казаков здесь селились беглые крестьяне из Центральной России и называли место проживания Убежищем. Их обнаружил Александр Суворов во время своего пребывания на Кубани.
Станица входила в Лабинский отдел Кубанской области.
В станице находилась железнодорожная станция Убеженская разрушенного участка Армавир—Ставрополь Армавир-Туапсинской железной дороги.

## Население
| 2002 | 2010  |
| ---- | ----- |
| 1293 | ↘1140 |

## Церковь

Убеженская церковь до разграбления

Церковь в станице была построена в 1872 году. 
В 1930-х годах церковь была закрыта и частична разграблена. По решению станичного совета в верхней части храма сделали читальный зал, а в нижней — сельский клуб. Во время Великой Отечественной войны церковь была снова открыта для прихожан. После войны церковь вновь закрыли, и только в 1953 году, но в 1959 году приход опять закрыли. С 1961 года церковь использовали как зерносклад. С 1963 по 1965 годы в центральном помещении храма находился спортзал местной школы и хранились минеральные удобрения, затем там оборудовали склад газовых баллонов. 
В конце 1970-х годов было принято решение о сносе церкви. С помощью техники здание снести не удалось, поэтому пришлось использовать взрывчатку.